# Финдлей, Александр Джордж
Александр Джордж Финдлей (6 января 1812, Лондон — 3 мая 1875, Дувр) — британский географ-гидрограф, картограф, издатель, научный писатель.

## Биография
Александр Джордж Финдлей родился в уважаемой семье, его отец был одним из первых стипендиатов Королевского географического общества. С детства интересовался географией, метеорологией и в особенности гидрографией, к 1843 году стал одним из самых известных британских гидрографов. В 1844 году был избран членом Королевского географического общества и вошёл в его совет. Его работы по метеорологии привлекли внимание адмирала Фицроя, который предложил ему работу метеорологом в военно-морском флоте, однако Финдлей отказался и выбрал научную карьеру. В 1858 году стал владельцем лондонского издательства «Laurie & Whittle», занимавшегося изданием географических и навигационных карт. За свою работу по описанию системы британских маяков был удостоен медали от Общества искусств. В 1870 году был избран почётным иностранным членом Итальянского географического общества.
Главные работы: «Ancient and Comparative Geography» (1851; этот труд имел международную известность), «Coasts and Islands of the Pacific Ocean» (1851, 2 тома), «On the currents of the Atlantic and Pacific Oceans» (Ливерпуль, 1853), «On the Gulf Stream and its supposed influence upon the climate of Europe» (Экзетер, 1869) и другие, а такие шесть морских каталогов и множество научных статей.